# Karosa B 961
Karosa B 961 — городской сочленённый заднеприводный автобус особо большой вместимости, производившийся компанией Karosa в городе Високе-Мито в 2000—2006 годах. Пришёл на смену автобусу Karosa B941. Вытеснен с конвейера моделью Irisbus Citelis. 

## Описание
Автобус Karosa B 961 очень похож на Karosa B 941. От предыдущей модели автобус отличается плоской рамой.
В салоне автобуса присутствуют пластиковые сиденья. На задней площадке трое дополнительных сидячих мест. Место для колясок присутствует напротив второй двери.
В 2000 году был произведён прототип автобуса BK4. Осенью 2003 года автобус был модернизирован и получил название Karosa B961E.
В конце 2006 года автобус был снят с производства.

## Модификации
- Karosa B 961.1970, B 961E.1970

## Галерея

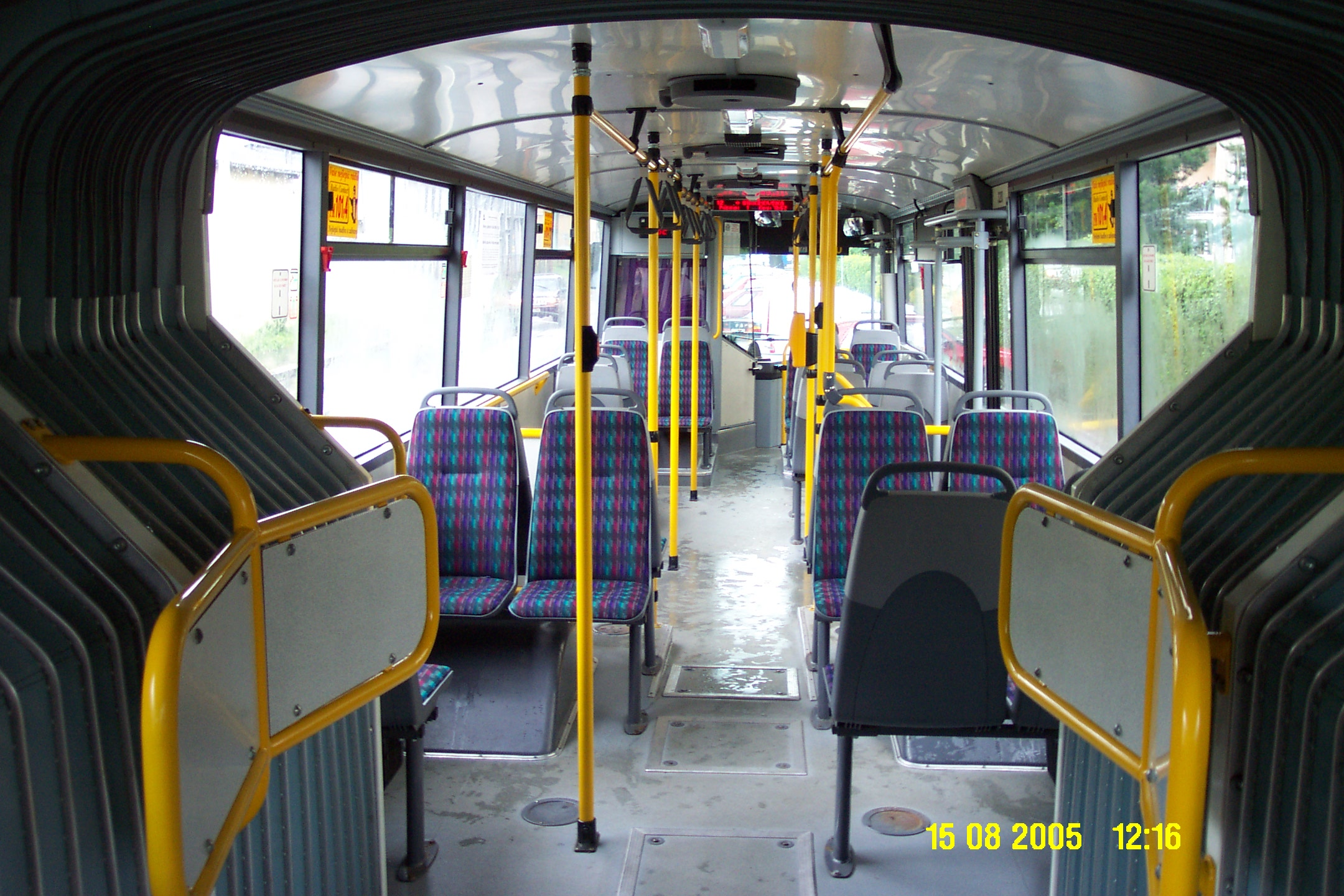
Салон, вид вперёд
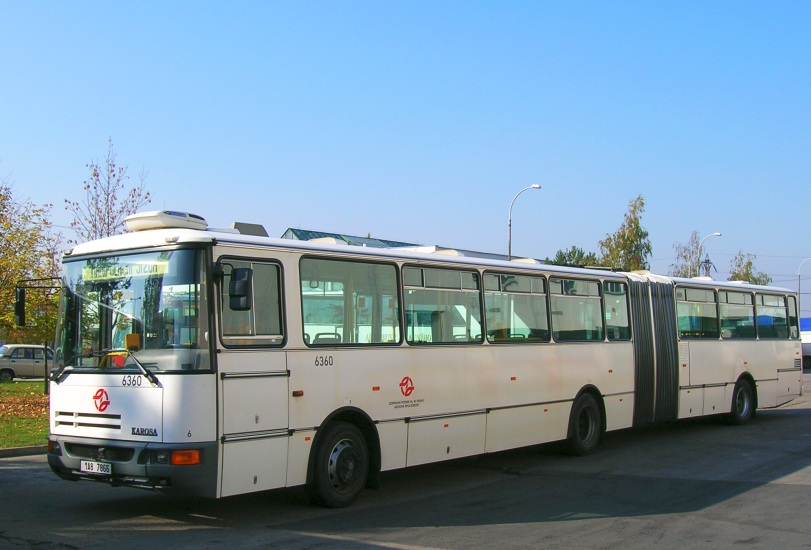
Karosa BK4
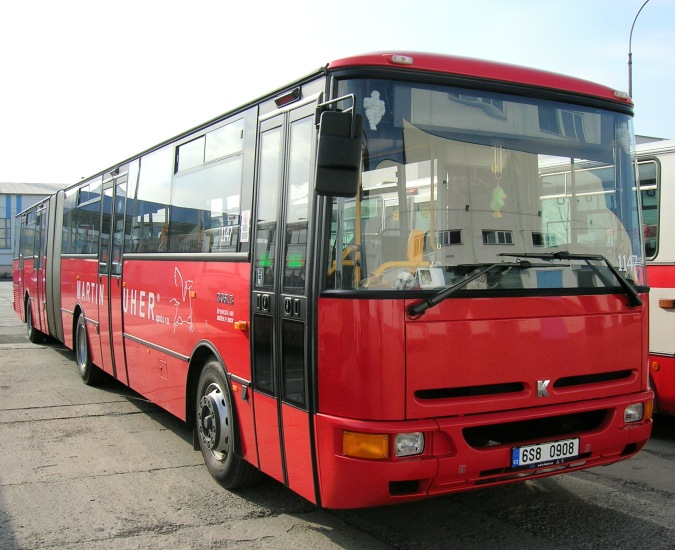
Karosa B 961E